# Polyrhachis levior
Polyrhachis levior é uma espécie de formiga do gênero Polyrhachis, pertencente à subfamília Formicinae.